# Saison 3 de Frasier
Chronologie
Saison 2 Saison 4
Cet article présente le guide des épisodes de la troisième saison de la sitcom Frasier.

## Liste des épisodes

### Épisode 1:C'est elle, le patron!
- États-Unis : 19 septembre 1995 sur NBC
- Belgique : 1er mai 2012 sur Club RTL
- France : 13 février 2000 sur Serie Club

### Épisode 2:Divin divan
- États-Unis : 26 septembre 1995 sur NBC
- Belgique : 1er mai 2012 sur Club RTL

### Épisode 3:Sauvé par une chanson
- États-Unis : 10 octobre 1995 sur NBC
- Belgique : 2 mai 2012 sur Club RTL

### Épisode 4:Les Petits Marrants
- États-Unis : 31 octobre 1995 sur NBC
- Belgique : 2 mai 2012 sur Club RTL

### Épisode 5:Tout le monde déguste
- États-Unis : 7 novembre 1995 sur NBC
- Belgique : 3 mai 2012 sur Club RTL

### Épisode 6:Pactiser avec le diable (1/2)
- États-Unis : 14 novembre 1995 sur NBC
- Belgique : 3 mai 2012 sur Club RTL

### Épisode 7:Le Vilain Garçon et la sale fille (2/2)
- États-Unis : 21 novembre 1995 sur NBC
- Belgique : 4 mai 2012 sur Club RTL

### Épisode 8:La Dernière Fois que j'ai vu Maris
- États-Unis : 28 novembre 1995 sur NBC
- Belgique : 4 mai 2012 sur Club RTL

### Épisode 9:Les Cadeaux de Frasier
- États-Unis : 19 décembre 1995 sur NBC
- Belgique : 7 mai 2012 sur Club RTL

### Épisode 10:Fantasmes
- États-Unis : 9 janvier 1996 sur NBC
- Belgique : 7 mai 2012 sur Club RTL

### Épisode 11:Le Nouvel Ami
- États-Unis : 16 janvier 1996 sur NBC
- Belgique : 8 mai 2012 sur Club RTL

### Épisode 12:Bercés d'illusions
- États-Unis : 30 janvier 1996 sur NBC
- Belgique : 8 mai 2012 sur Club RTL

### Épisode 13:Le Bal taquin
- États-Unis : 6 février 1996 sur NBC
- Belgique : 9 mai 2012 sur Club RTL

### Épisode 14:Le Retour de Diane
- États-Unis : 13 février 1996 sur NBC
- Belgique : 9 mai 2012 sur Club RTL

### Épisode 15:Un ami bien placé
- États-Unis : 20 février 1996 sur NBC
- Belgique : 10 mai 2012 sur Club RTL

### Épisode 16:Les années bissextiles sont meurtrières
- États-Unis : 27 février 1996 sur NBC
- Belgique : 10 mai 2012 sur Club RTL

### Épisode 17:Une leçon de savoir-vivre
- États-Unis : 12 mars 1996 sur NBC
- Belgique : 11 mai 2012 sur Club RTL

### Épisode 18:Échec et mat
- États-Unis : 26 mars 1996 sur NBC
- Belgique : 11 mai 2012 sur Club RTL

### Épisode 19:Crane contre Crane
- États-Unis : 9 avril 1996 sur NBC
- Belgique : 14 mai 2012 sur Club RTL

### Épisode 20:Concurrence
- États-Unis : 23 avril 1996 sur NBC
- Belgique : 14 mai 2012 sur Club RTL

Jane Kaczmarek

### Épisode 21:Pas de fumée sans feu
- États-Unis : 30 avril 1996 sur NBC
- Belgique : 15 mai 2012 sur Club RTL

### Épisode 22:Le Grand Amour
- États-Unis : 7 mai 1996 sur NBC
- Belgique : 15 mai 2012 sur Club RTL

### Épisode 23:Le Groupe focus
- États-Unis : 14 mai 1996 sur NBC
- Belgique : 16 mai 2012 sur Club RTL

- Tony Shalhoub (Manu)
- Heather MacRae (Cathy)

### Épisode 24:Souvenirs, souvenirs
- États-Unis : 21 mai 1996 sur NBC
- Belgique : 16 mai 2012 sur Club RTL

Frasier célèbre les trois ans de son émission avec Roz. Plus tard, il surprend Daphné en pleine conversation téléphonique avec sa mère, lui expliquant qu'elle ne veut pas gâcher son unique semaine de vacances pour elle et préférerait aller à Acapulco. Frasier, débordant de malice, tente d'arrondir les angles. En même temps, Frasier réécoute son premier enregistrement, offert par Roz et se rappelle le jour de sa première intervention, de sa rencontre avec Roz et de sa réconciliation avec sa famille. 